# الأوهار (حزم العدين)

تعديل مصدري - تعديل

الأوهار هي إحدى قرى عزلة الشعاور بمديرية حزم العدين التابعة لمحافظة إب، بلغ تعداد سكانها 60 نسمة حسب تعداد اليمن لعام 2004.